# If Stockholm Open 2005
If Stockholm Open 2005 — тенісний турнір, що проходив на кортах з твердим покриттям у місті Стокгольм, Швеція з 10 жовтня . Належав до категорії ATP International Series.

## Фінальна частина

### Одиночний розряд
Джеймс Блейк —  Парадорн Шрічапхан 6–1, 7–6(8–6)

### Парний розряд
Вейн Артурс /  Пол Генлі —  Леандер Паес /  Ненад Зімоньїч 5–3, 5–3